# Esteve IV
|  | Per a altres significats, vegeu «Esteve IV d'Hongria». |

Esteve IV (Roma, ? – 24 de gener del 817) va ser Papa de Roma del 816 al 817.
Nascut en una família aristocràtica romana, era fill d'un noble anomenat Marinus. També pertanyien a aquesta nissaga els papes Sergi II i Adrià II.
El seu breu pontificat (de tan sols set mesos de durada) es va iniciar ordenant al poble romà que prestés jurament de fidelitat al rei dels francs, Lluís el Pietós; va enviar emissaris a l'emperador per notificar-li l'elecció i per concertar una reunió entre tots dos, segons la comoditat de l'emperador. Amb la invitació de Lluís, Esteve va sortir de Roma l'agost del 816, creuant els Alps acompanyat de Bernat d'Itàlia, rei dels llombards, qui tenia ordre d'acompanyar-lo fins a l'emperador. Al principi d'octubre, el papa i l'emperador es van reunir a Reims, on Lluís es prosternà tres vegades davant d'Esteve. A la missa del diumenge 5 d'octubre del 816, Esteve consagrà i ungí emperador Lluís, col·locant-li una corona que s'afirmava que va pertànyer a Constantí I el Gran. Alhora també coronà la dona de Lluís, Ermengarda d'Hesbaye, tractant-la d'Augusta Aquest fet s'interpreta com un intent per part del Papat d'establir-se un paper en la coronació d'un emperador, cosa que Lluís havia posat en dubte amb l'auto-coronació del 813.
Mentre era amb Lluís, l'emperador va donar al papa Esteve una sèrie de regals, inclòs una finca de terra (molt probablement a Vendeuvre-sur-Barse), per a l'Església romana. També van renovar el pacte entre els papes i els reis dels francs i confirmar els privilegis de l'església de Roma i acceptar l'existència dels recentment creats Estats Pontificis. Després de la coronació i una visita a Ravenna, va tornar a Roma, a la fi de novembre del 816, on va morir el 24 de gener del 817.
En algun moment, Esteve fou canonitzat com a sant de l'Església Catòlica.